# Эрбуско
Эрбуско (итал. Erbusco) — коммуна в Италии, располагается в провинции Брешиа области Ломбардия.
Население составляет 7465 человек (на 2004 г.), плотность населения составляет 469 чел./км². Занимает площадь 16 км². Почтовый индекс — 25030. Телефонный код — 030.
Покровителями коммуны почитаются святой Бонифатий, празднование 5 июня, и святой Готтард.